# Pseudanthias georgei
Pseudanthias georgei és una espècie de peix de la família dels serrànids i de l'ordre dels perciformes.

## Hàbitat
És un peix marí de clima temperat que viu fins als 130 m de fondària.

## Distribució geogràfica
És un endemisme de la costa occidental d'Austràlia.